# Fatmir Xhindi
Fatmir Faslli Xhindi (ur. 1 kwietnia 1960 w Fierze, zm. 2 maja 2009 tamże) – albański polityk.

## Życiorys
W 1986 ukończył studia historyczne na Wydziale Historyczno-Geograficznym Uniwersytetu Eqrema Çabeja w Gjirokastrze. W tym samym roku podjął pracę nauczyciela we wsi Vlosh k. Fieru, by następnie awansować na stanowisko dyrektora szkoły średniej w Fierze. W latach 2003–2005 odbył studia podyplomowe z zakresu prawa na Uniwersytecie Tirańskim.
Jako dyrektor szkoły średniej pracował w radzie miejskiej Fieru. W 1991 wstąpił do partii socjalistycznej. W 1996 awansował do władz partii w okręgu Fier. Od 1997 trzykrotnie zdobywał mandat deputowanego i zasiadał w parlamencie albańskim. W czasie wyborów w 2005 zdobył 45% ważnych głosów w swoim okręgu wyborczym. Był członkiem komisji parlamentarnych ds. Handlu i Środowiska Naturalnego. Zasiadał także w komisji śledczej do zbadania nieprawidłowości w albańskiej telekomunikacji.
W dniu 2 maja wieczorem, kiedy parkował swój samochód w pobliżu należącego do niego domu w Roskovcu, został zastrzelony przez dwóch nieznanych sprawców z broni maszynowej. W ciele polityka znaleziono sześć pocisków z karabinku AK. Xhindi zmarł w drodze do szpitala w Fier. Został pochowany 3 maja na cmentarzu w Tiranie.
Xhindi był drugim po Azemie Hajdarim zabitym albańskim parlamentarzystą po upadku komunizmu. Przypuszczenia co do politycznego tła zamachu wiążą się z aktywnością Xhindiego na forum parlamentu, gdzie sprzeciwiał się wielokrotnie przyjętej przez rząd Salego Berishy strategii integracji z Unią Europejską.
Był żonaty, miał dwie córki.